# Parabola della pecora smarrita

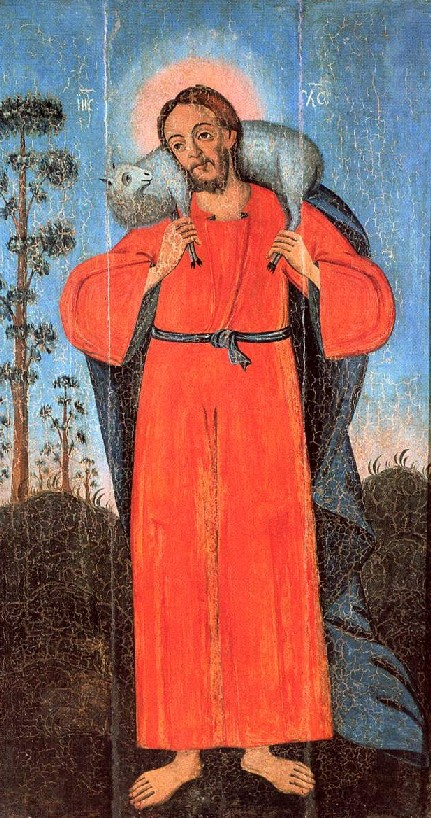
La pecora smarrita (Bessarabia, XVIII s.)

La parabola della pecora smarrita è una parabola di Gesù raccontata nel Vangelo secondo Matteo (18,12-14), nel Vangelo secondo Luca (15,3-7) e nel Vangelo di Tommaso (107).

## Parabola
(Vangelo apocrifo di Tommaso 114.)

## Contesto
Nel Vangelo secondo Luca è la prima di tre parabole raccontate da Gesù in risposta ai farisei che lo accusavano: "Costui riceve i peccatori e mangia con loro" (Lc 15,2). Ciascuna delle tre parabole si riferisce alla perdita e poi al ritrovamento di qualcosa di prezioso (pecora, moneta e figlio).
Nel Vangelo secondo Matteo la parabola è collocata all'interno di una serie di insegnamenti rivolti ai suoi discepoli.
Il Vangelo di Tommaso (apocrifo) è tutto composto di detti di Gesù senza un ordine preciso. Tra gli altri è presentato anche quello che riguarda la parabola.
Riferimenti al pastore che va in cerca della pecora smarrita si ritrovano in Salmi 23, Ezechiele 34, 1 Pt 2,25 ("eravate erranti come pecore, ma ora siete stati ricondotti al pastore e custode delle vostre anime") e Apocalisse 7,16-17 ("...perché l'Agnello, che è in mezzo a loro, sarà il loro pastore..").

## Nell'Islam
Nel primo libro del quarto volume de ''La rinascita delle scienze religiose'', libro dedicato all'importanza del pentimento nella vita del musulmano, Al-Ghazali riporta un hadith dal tradizionista Muslim molto simile nel contenuto e nel significato alla parabola evangelica: 
Il Messaggero di Allah (che la benedizione e la pace di Allah siano su di lui) ha anche detto: << Allah è più felice del pentimento del Suo fedele servitore rispetto all'uomo che, accompagnato dal suo cammello carico di provviste, si appisola nel deserto e si sveglia in sua assenza. Lo cerca finché il caldo e la sete non lo schiacciano, e ormai senza speranze l'uomo sentenzia: "Tornerò da dove sono partito e dormirò fino alla morte". Dunque, appoggia la testa sul suo braccio per morire, ma ecco che al risveglio il suo cammello sta davanti a lui, con le provviste intatte. La gioia che l'uomo prova nel riunirsi al suo cammello è grande, ma quella di Allah nel vedere il Suo servo pentirsi lo è ancora di più >>.